# Heteromys teleus
Heteromys teleus es una especie de roedor de la familia Heteromyidae. 

## Distribución
Es endémica del centro-oeste de Ecuador, donde se encuentra en altas elevaciones de hasta los 2000 metros sobre el nivel del mar, en las laderas de la planicie costera y occidental de los Andes.

## Hábitat
La especie es nocturna y vive en los bosques secos tropicales de hoja perenne; crea causes bien definidos, y se encuentra a menudo cerca de los arroyos. Se ve amenazada por la deforestación.